# Лозово (Підляське воєводство)
Лозово (пол. Łozowo) — село в Польщі, у гміні Домброва-Білостоцька Сокульського повіту Підляського воєводства. Населення — 296 осіб (2011).
У 1975-1998 роках село належало до Білостоцького воєводства.

## Демографія
Демографічна структура станом на 31 березня 2011 року:
|          | Загалом | Допрацездатний вік | Працездатний вік | Постпрацездатний вік |
| -------- | ------- | ------------------ | ---------------- | -------------------- |
| Чоловіки | 156     | 42                 | 93               | 21                   |
| Жінки    | 140     | 22                 | 83               | 35                   |
| Разом    | 296     | 64                 | 176              | 56                   |